# Igorka
Igorka är ett vattendrag i Belarus. Det ligger i den västra delen av landet, 250 km väster om huvudstaden Minsk.
I omgivningarna runt Igorka växer i huvudsak barrskog. Runt Igorka är det ganska tätbefolkat, med 139 invånare per kvadratkilometer.